# Inmaculada Pereiro
Inmaculada Pereiro González (Bilbao, 26 d'octubre de 1972) és una duatleta i triatleta basca que ha guanyat 16 campionats d'Espanya entre triatló d'hivern, duatló, duatló cross, duatló de llarga distància i triatló de llarga distància. A més va ser cinquena en l'Europeu de duatló de 2007 celebrat en Rimini, desena en el Campionat del Món de Duatló de 2007 celebrat en Győr, Hongria i novena en el Ironman de Roth.

## Trajectòria

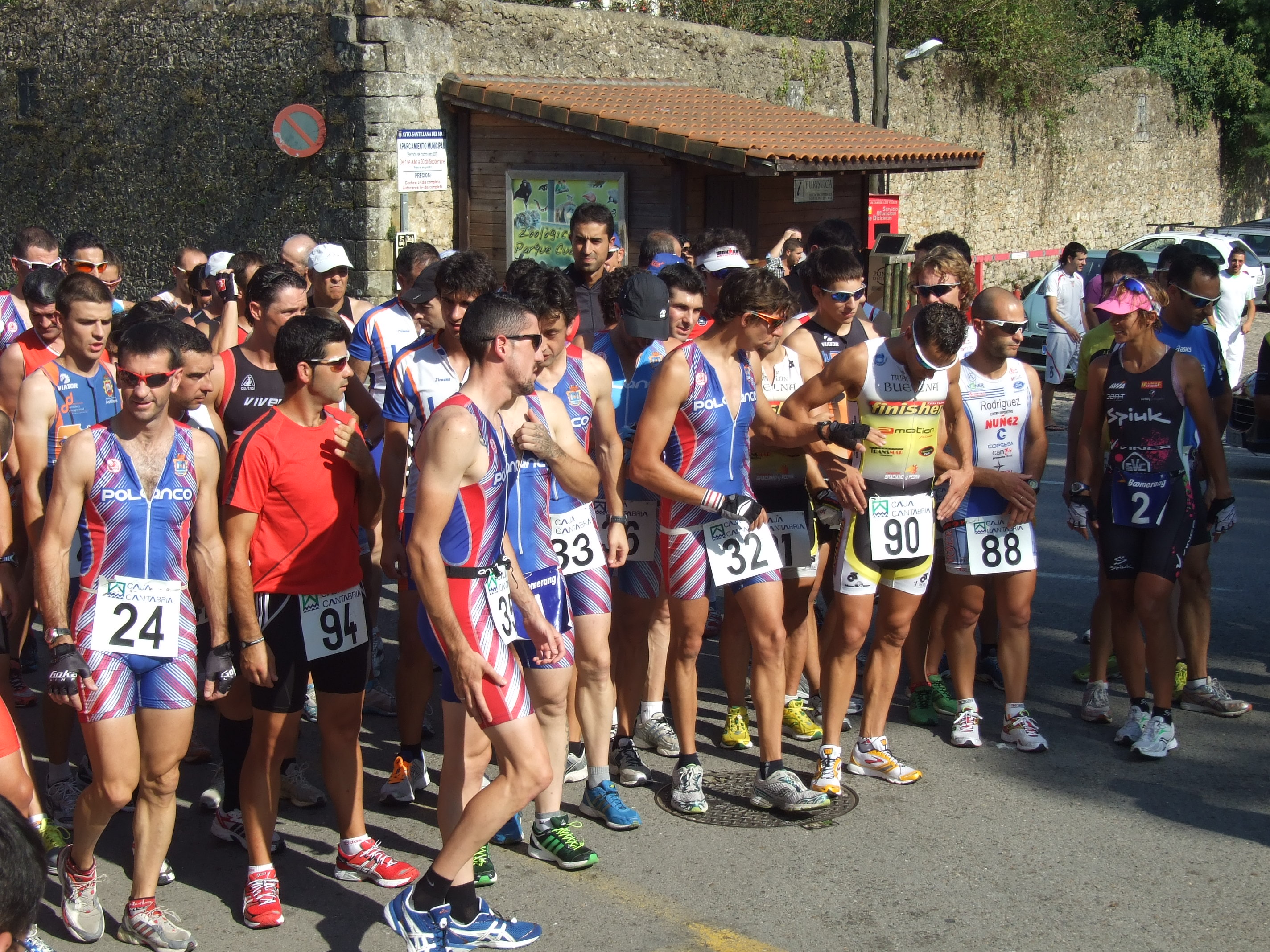
Sortida del Duatló de Santillana del Mar en 2011, Inma a la dreta amb el número 2.

L'any 2000 va participar en el Campionat d'Espanya de Triatló d'Hivern en el qual va ser segona després d'Ana Casessis. A l'any següent va tornar a participar, i va tornar a repetir posició després d'Anna Serra, que l'any anterior havia estat tercera. No obstant això, en 2002 es va prendre la revenja contra Casessis i va guanyar el títol estatal per primera vegada. Els dos anys següents va ser tercera després d'Ana Folkegard i Anna Serra, però va tornar a convertir-se en Campiona d'Espanya en els anys 2005, 2006 i 2008 (en 2007 no es va poder celebrar el campionat). En 2009 i 2010 va tornar a guanyar el títol estatal d'aquesta especialitat, en Benasc (Osca) primer i en Ansó després, guanyant el títol en sisena ocasió. En 2011 i 2013 va tornar a ser tercera, no participant en 2012.
En la mateixa especialitat, en triatló d'hivern, ha guanyat en set ocasions el Triatló Blanc de Reïnosa, en els anys 2003, 2005, 2006, 2007, 2008 (en aquesta edició es va realitzar un duatló), 2009 i 2010. En 2010 i 2011 es va adjudicar el Desafiament Donyana, prova de llarga distància d'un quilòmetre nadant, 169 quilòmetres amb bici i 30 quilòmetres de cursa a peu.
Al Circuit de Triatló de Cantàbria ha guanyat el 2007 i 2009. Al Circuit de Duatló-Cross de Cantàbria ha guanyat en 2011. Ha disputat tres ironman, dos a Roth i un altre a Lanzarote. També va competir en el Giro d'Itàlia l'any 2010 amb l'equip Debabarrena - Kirolgi, sent finalment la 79ª classificada amb 2:31:09 hores més que la primera classificada. En l'especialitat de duatló ha guanyat en tres ocasions el Campionat d'Espanya, el 2005, 2007 (Fuenlabrada) i 2009. El 2009 va guanyar a Vigo per davant de la malaguenya Beatriz Jiménez.
En 2007 a més d'imposar-se en el Campionat d'Espanya de duatló, va guanyar en el Campionat d'Espanya de duatló cros disputat a Eivissa, subcampiona d'Espanya de triatló cros, sisena en el Campionat d'Europa de triatló cros i or amb la selecció d'Espanya. Va ser desena en el Campionat del Món de duatló, campiona de Cantàbria de triatló blanc, de duatló i triatló, i a més va ser subcampiona de aquatló.

## Vida personal
Compaginava el triatló amb el seu treball com a fisioterapeuta en un col·legi d'educació especial a Cantàbria, encara que després ho va deixar durant un temps per dedicar-se completament a l'esport. En 2011 va aconseguir una plaça com a bombera a Cantàbria. La seua parella és el també triatleta Fernando García Aja.

## #Palmarès
- 6 vegades campiona d'Espanya de Triatló d'Hivern (2002, 2005, 2006, 2008, 2009 i 2010).
- 3 vegades campiona d'Espanya de Duatló (2005, 2007 i 2009).
- 4 vegades campiona d'Espanya de Duatló cros (2007).
- Campiona d'Espanya de Triatló cros (2008).
- Campiona d'Espanya de Duatló Llarga Distància.
- Campiona d'Espanya de Triatló Llarga Distància (2008).
- 7 vegades campiona del Triatló Blanc de Reïnosa (2003, 2005, 2006, 2007, 2008, 2009 i 2010).
- 2 Desafiament Donyana (2010 i 2011).
- Internacional amb Espanya en Triatló d'Hivern, Duatló, Duatló de Llarga Distància i Triatló de llarga Distància.